# 巴拉塔難民營
巴拉塔難民營（阿拉伯语：‎）是1950年聯合國在約旦河西岸地區北部建立的一個巴勒斯坦难民营，該難民營毗邻納布盧斯郊区巴拉塔村。2017年，巴拉塔難民營人口为14,635人。 聯合國近東巴勒斯坦難民救濟和工程處在巴拉塔难民营開設了一所学校，約有5,000名學生。 美國的非政府組織明日青年組織也在巴拉塔為孩子們開設課程。

## 历史
1950年，联合国建立了巴拉塔難民營，聯合國打算讓來自雅法的巴勒斯坦难民入住該難民營。這些巴勒斯坦难民起初不打算入住，他们渴望返回自己的家园。不過由於雅法已經被以色列佔領，這些巴勒斯坦難民不得不在巴拉塔難民營定居。
1980年代和1990年代，巴拉塔難民營的居民參與了第一次巴勒斯坦大起義。
2007年11月，巴勒斯坦民族权力机构警察在巴拉塔難民營與阿克薩烈士旅交戰。衝突導致五名居民和一名警察受伤。 